# Bataille d'Izioum
Invasion de l'Ukraine par la Russie de 2022
Batailles
Offensive de Kiev (Jytomyr, Kiev) : 
- 1re Hostomel
- Tchernobyl
- Ivankiv
- Kiev
- 2e Hostomel
- Vassylkiv
- Boutcha
- Irpin
  - Bombardement de réfugiés
- Jytomyr
- Mochtchoun
- Makariv
- Brovary

Offensive du Nord (Tchernihiv, Soumy) :
- Hloukhiv
- Slavoutytch
- Bombardements
- Soumy
- Trostianets
- Tchernihiv
- Okhtyrka
- Lebedyn
- Konotop
- Romny
- Desna
- Escarmouches frontalières

Russie  (Briansk, Belgorod) :
- Incursions en Russie occidentale
  - Oblast de Briansk
  - Oblasts de Belgorod et de Koursk
    - Incursions de 2024

  - Bombardement de Belgorod
- Oblast de Koursk (août 2024)

Campagne de l'Est (Donetsk, Louhansk, Kharkiv)
Kharkiv :
- 1re Kharkiv
  - Tchouhouïv
  - Bombardements : en février
  - en mars
  - en avril
  - du bâtiment administratif
- Izioum
- 2e Kharkiv
  - Balaklia
  - 1re Koupiansk
  - Chevtchenkove
- 3e Kharkiv

Nord du Donbass:
- Starobilsk
- Sloviansk
  - Dovhenke
  - 1re Lyman
  - Sviatohirsk
  - Bohorodychne et Krasnopillia
  - Bombardements : Bilohorivka
  - Kramatorsk
- Sievierodonetsk
  - Kreminna
  - Donets
  - Roubijné
  - Popasna
  - Tochkivka
  - Massacre
- Lyssytchansk
- 2e Kharkiv
  - Balaklia
  - 1re Koupiansk
  - Chevtchenkove
  - 2e Lyman
- Oblast de Louhansk
  - Ligne Svatove-Kreminna
  - Serebryansky
  - 2e Koupiansk

 Centre du Donbass:
- Horlivka
- Popasna
- Svitlodarsk
- Bakhmout
  - Soledar
- Siversk
- Tchassiv Iar
- Toretsk

Sud du Donbass :
- Volnovakha
- Marioupol
  - Bombardements : de l'hôpital
  - du théâtre
  - de l'école d'art
- Pisky
- Vouhledar
  - Pavlivka
- Marïnka
- Contre-offensive de 2023
- Avdiïvka
- Novomykhaïlivka
- Pokrovsk
  - Krasnohorivka
  - Toretsk
- Bombardements :
- Makiïvka
- Donetsk

Campagne du Sud (Mykolaïv, Kherson, Zaporijjia)
- 1re Kherson
- Odessa
- Melitopol
- Mykolaïv
  - Bombardements : à fragmentation
  - du bâtiment administratif
- 1re Berdiansk
- Zaporijjia
- Tchornobaïvka
- Enerhodar
- Voznessensk
- Houliaïpole
- Davydiv Brid
- 2e Berdiansk
- Nova Kakhovka
- 2e Kherson
  - Doudtchany
- Dniepr
- Tchoulakivka
- Contre-offensive de 2023
  - Robotyne

Frappes aériennes dans l'Ouest et le Centre de l'Ukraine
- Lviv (02/2022)
- Vinnytsia (03/2022)
- Yavoriv (03/2022)
- Deliatyne (03/2022)
- Dnipro

Guerre navale
- Île des Serpents (02/2022)
- Moskva (04/2022)

Attaques en Crimée
- Novofedorivka (08/2022)
- Djankoï (08/2022)
- Pont de Crimée (10/2022)
- Base navale de Sébastopol (10/2022)
- Pont de Crimée (07/2023)
- Base navale de Sébastopol (09/2023)

Débordement
- Aéroport de Millerovo
- Sabotages en Russie
- Attaques en Transnistrie
- Sabotage des gazoducs Nord Stream
- Terrain d'entraînement militaire de Soloti
- Explosions en Pologne
- Bases aériennes de Dyagilevo et Engels-2
- Base aérienne de Minsk-Matchoulichtchi
- Crise russo-moldave de 2023
  - Accusations de tentative de coup d'État en Moldavie
- Incident de drone de 2023 en mer Noire
- Rébellion du groupe Wagner

Massacres
- Tchernihiv
- Boutcha
- Borodianka
- Olenivka
- Izioum

La bataille d'Izioum est un engagement militaire entre la Russie et l'Ukraine dans le cadre de l'invasion russe de l'Ukraine en mars 2022 pour la prise de la ville d'Izioum, dans l'oblast de Kharkiv.
Le 24 février 2022, la Russie envahit l'Ukraine par de multiples offensives terrestres et aériennes. L'offensive du Nord-Est de l'Ukraine se dirige d'abord vers Kharkiv, où s'engage une bataille de longue durée. Début mars 2022, les forces russes se lancent à l'assaut d'Izioum. L'armée ukraininenne leur oppose une forte résistance, et des combats intenses ont lieu pendant plusieurs semaines. Ils aboutissent à une prise progressive de la ville par la Russie qui en revendique le contrôle le 1er avril 2022.
La ville est libérée par l'Ukraine au cours de l'offensive de Kharkiv, en septembre 2022.

## Contexte

### Izioum
Izioum (en ukrainien : Ізюм ; en russe : Изюм) est une ville de l'oblast de Kharkiv, en Ukraine, et le centre administratif du raïon d'Izioum. Sa population s'élevait à 45 884 habitants en 2021. Elle est située au bord de la rivière Donets, à 115 km au sud-est de Kharkiv, sur la route M03 (E40). La gare d'Izioum est un important nœud ferroviaire.
En raison de l'importance de la ville en tant que nœud de transport, l'armée russe voulait s'en emparer afin que ses forces dans l'oblast de Kharkiv puissent rejoindre leurs troupes dans la région du Donbass.

### Invasion de l'Ukraine par la Russie
L'invasion de l'Ukraine par la Russie de 2022 est une opération militaire déclenchée le 24 février 2022 sur ordre du président russe Vladimir Poutine. La campagne militaire, dans le cadre du conflit russo-ukrainien, en cours depuis 2013, émerge d'une montée progressive des tensions débutée en 2021.
Les forces armées russes font une incursion dans la région du Donbass, dans l'est de l'Ukraine, le 21 février 2022, avant une offensive aérienne, maritime et terrestre sur l'ensemble du territoire ukrainien le 24 février.

### Début de l'offensive russe
Lors du premier jour de l'invasion, le 24 février, les forces russes pénètrent en Ukraine dans  plusieurs directions. L'objectif serait selon certains observateurs de renverser le gouvernement ukrainien et prendre le contrôle des institutions en le prenant de court. Les objectifs annoncés quant à eux sont la démilitarisation, la dénazification et la non entrée du pays dans l'OTAN. Les assauts sont portés sur la capitale (Kyïv), le Donbass (en guerre depuis 2014), le sud ainsi que le nord-est. Ces assauts sont précédés d'une vague de bombardements qui font la une dans les journaux,,,.
L'offensive du Nord-Est de l'Ukraine traverse la frontière entre la Russie et l'Ukraine depuis l'oblast de Belgorod et l'oblast de Koursk. Elle a d'abord pour objectif principal la bataille de Kharkiv, où les forces russes se heurtent à une résistance ukrainienne plus forte qu'attendue, comme sur le reste du territoire envahi. Des combats ont lieu dans la périphérie de la ville, mais l'assaut est repoussé après quelques jours. Les troupes russes parviennent cependant à établir des positions autour de Kharkiv, qui devient la cible de tirs d'artillerie massifs et indiscriminés.
Les forces russes avancent dans toutes les directions et n'attendent pas les résultats du premier assaut sur Kharkiv pour contourner la ville et avancer plus loin. Elles empruntent la route M03 et progressent rapidement vers le sud. Le 26 février, elles arrivent au village de Volokhiv Yar (uk) situé à 70km de Kharkiv et 50km d'Izioum.

## Déroulement

### Approche de l'armée russe près d'Izioum
Début mars 2022, la Russie détourne une partie des forces engagées dans la bataille de Kharkiv afin de permettre la poursuite de l'offensive du Nord-Est de l'Ukraine. Elle maintient cependant la pression militaire sur Kharkiv en continuant les combats en périphérie de la ville et en recourant massivement aux bombardements d'artillerie, sans toutefois lancer de grands assauts. Les troupes ainsi libérées se dirigent notamment vers Izioum, d'où la Russie espère poursuivre l'offensive vers Sievierodonetsk et Novoaïdar et ainsi opérer une jonction avec l'offensive à l'Est de l'Ukraine dans l'oblast de Louhansk,.
Les bombardements de la ville commencent le 28 février, et prennent de l'ampleur à partir du 3 mars où les tirs de roquettes russes se feront continus. Les dégâts sur la ville sont importants, les quartiers résidentiels subissent des coupures de gaz et de l'électricité, tandis que l'hôpital est endommagé. Huit civils sont tués le 3 mars lors d'une frappe.

### Assaut russe sur Izioum
La bataille d'Izioum s'engage le 7 mars, lorsque les forces russes atteignent sa périphérie nord. Elles avancent depuis la zone de Kharkiv au nord-ouest par la route M03, et depuis le nord-est depuis la direction de Koupiansk. Dans la soirée, des sites internet russes rapportent qu'Izioum aurait été prise par les forces russes, une affirmation qui n'est pas officiellement confirmée, et qui est contestée par le gouvernement ukrainien, qui précise que des combats sont en cours. L'Ukraine revendique le lendemain 8 mars avoir repoussé l'offensive.
Selon les autorités locales, les premiers combats, et notamment les bombardements d'artillerie, ont causé des destructions importantes à Izioum. L'hôpital central a notamment été touché, et les infrastructures d'électricité et d'eau ont été endommagées,.
L'Ukraine organise le départ d'une partie des habitants d'Izioum qui fuient la guerre. Le 10 mars, environ 2 000 personnes prennent place à bord de 44 autobus partant pour Dnipro. Cependant, le gouverneur de l'oblast de Kharkiv, Oleh Synehubov (en), accuse la Russie de perturber l'évacuation des civils.

### Combats pour la prise d'Izioum
La Russie fait de la bataille d'Izioum la priorité de l'offensive du nord-est de l'Ukraine, au détriment de ses efforts dans la bataille de Kharkiv. La 6e armée, la 20e armée et la 8e armée tentent de se réunir à Izioum en encerclant les forces ukrainiennes. Elles attaquent dans le même temps les villages de Petrivske et Hrouchouvakha, à une trentaine de kilomètres plus à l'ouest, afin de rejoindre la route P79 et d'attaquer Izioum par le sud-ouest. L'objectif russe est de prendre Izioum pour ensuite réaliser la jonction avec l'offensive de l'est. Mais, la résistance des soldats ukrainiens à Izioum montre que ses forces d'assaut sont insuffisantes pour atteindre son but à court terme,.
Les troupes russes parviennent à entrer dans Izioum, ouvrant une nouvelle phase de la bataille à l'intérieur de la ville. Le 12 mars, elles s'emparent de la partie nord d'Izioum. La rive nord du Donets est occupée par la Russie, tandis que les forces ukrainiennes se sont repliées sur la rive sud, où elles sont assaillies de plusieurs côtés. Le lendemain 13 mars, elles attaquent les villages au sud-ouest d'Izioum, Topolske, Chpakivka, et Donetsk, mais elles sont repoussées par l'armée ukrainienne.
Elles reprennent leur assaut le 14 mars. Les 15 et 16 mars, elles tentent d'achever l'encerlement d'Izioum, sans succès.
Le 15 mars, le maire adjoint d'Izioum Volodymyr Matsokine déclare qu'après deux semaines d'attaques, la situation sociale est alarmante. Il rapporte que les habitants sont privés d'eau et d'électricité, et que les services essentiels tels que la distribution de nourriture, la santé et les pompes funèbres sont désorganisés.
Dans les jours qui suivent, la situation militaire à Izioum devient confuse pour les observateurs occidentaux. Le gouvernement des États-Unis affirme qu'elle a été conquise par les forces russes le 17 mars. Celles-ci ont en effet lancé leur assaut sur la partie sud en traversant la Donets ; les combats continuent en périphérie de la ville, mais le centre reste contrôlé par les forces ukrainiennes.
La Russie maintient la pression militaire sur Izioum ; son ambition est de la mettre au service de l'enveloppement des forces ukrainiennes dans tout l'est de l'Ukraine. Les 19, 20, 21 mars, elle lance plusieurs assauts vers le centre, qui sont mis en échec par la défense ukrainienne,.
Pendant les combats, les troupes du génie russe commencent à construire un pont flottant sur la rivière Donets, afin de se substituer aux deux ponts fixes pour véhicules partiellement détruits par les forces ukrainiennes dans le but d'arrêter l'avancée russe. Les forces ukrainiennes les prennent pour cible et revendiquent 19 soldats russes tués, et 46 blessés, dont la mort du commandant de l'unité du génie, le colonel Nikolaï Ovtcharenko,.
Finalement, les forces russes réussissent à ériger deux ponts flottants, ce qui permet à leurs chars de traverser la rivière pour encercler la partie d'Izioum encore aux mains de l'armée ukrainienne, tandis qu'une contre-attaque de cette dernière est menée en vain.

### Chute de la ville
Le 24 mars, le ministère de la Défense russe annonce avoir pris le contrôle total d'Izioum,, ce qui est démenti par l'Ukraine, déclarant que les combats se poursuivaient. Selon un responsable local[Qui ?], les forces russes tenaient la partie nord de la ville, tandis que les soldats ukrainiens se trouvaient au sud, la rivière Donets les séparant. Il a également confirmé qu'Izioum était encerclée et que la ville avait été « complètement détruite » à ce stade. Le 25 mars, le Wall Street Journal rapporte que l'armée russe s'est déjà emparée d'Izioum, les forces russes ayant franchi les lignes ukrainiennes au sud et ayant atteint la périphérie de deux villages (Topolskoïé et Kamenka), ce que les autorités de Kyïv refusent de reconnaître.
Le 1er avril 2022, il est confirmé par la partie ukrainienne que la ville est entièrement tombée aux mains de l'armée russe,,.
La perte d'Izioum est un revers significatif pour l’Ukraine, parce qu’elle abritait une forte concentration de troupes, constituant une base arrière importante depuis huit ans dans la guerre du Donbass. Elle risque également d'exposer dangereusement l'arrière du dispositif défensif ukrainien établi depuis huit ans dans le Donbass et de donner la possibilité aux Russes d'avancer vers les villes de Sloviansk et de Kramatorsk, les principaux centres urbains encore tenus par les forces ukrainiennes dans le Donbass.

## Suites
Le 29 avril, l'armée ukrainienne a choisi d'attaquer une caserne de la ville utilisée par les russes comme centre de commandement de la 2e armée. L'objectif de Kyïv était peut-être d'atteindre le général Valeri Guerassimov, chef d'état-major de l'armée russe, qui était possiblement sur les lieux. Selon le gouvernement ukrainien, cette opération aurait provoqué la mort de plus d'une centaine de soldats russes dont le général Andreï Simonov et probablement blessé Gerasimov. Près de 30 véhicules blindés seraient également touchés, voire détruits,.
Début mai, le commandant en chef des forces armées ukrainiennes, Valeri Zaloujny, a annoncé le début d'une contre-offensive vers les régions de Kharkiv et Izioum.
Elle ne sera effective que début septembre 2022. En date du 10 septembre, des informations font état de l'entrée de militaires ukrainiens dans la ville.